# Linus Kather
Linus Kather (* 22. September 1893 in Prossitten, Kreis Rößel, Ostpreußen; † 10. März 1983 in Stühlingen, Landkreis Waldshut) war ein deutscher Jurist, Politiker (CDU, ab 1954 GB/BHE) und Vertriebenenfunktionär. Er war von 1949 bis 1957 Mitglied des Deutschen Bundestages. Von 1949 bis 1958 war Kather Vorsitzender des Bundes vertriebener Deutscher (BvD) bzw. Ko-Präsident des Bundes der Vertriebenen (BdV).

## Leben bis 1945
Linus Kather wurde als zehntes Kind des Volksschullehrers Leo Kather und seiner Ehefrau Theresia im Dorf Prossitten (bei Allenstein) im katholisch geprägten Ermland geboren. Er erhielt nach eigener Angabe eine „streng religiöse Erziehung“. Sein älterer Bruder war der spätere Kapitularvikar Arthur Kather. Linus Kather besuchte ab 1903 das Gymnasium im westpreußischen Kulm. Nach dem Abitur 1912 studierte er an den Universitäten Berlin, Breslau und Königsberg Rechtswissenschaft. Bei Ausbruch des Ersten Weltkriegs meldete er sich als Kriegsfreiwilliger. Nach zweimaliger Verwundung schied er 1916 aus dem Militärdienst aus und setzte sein Studium fort. Mit einer Arbeit zu „Schenkung und Schenkungsversprechen gemäß §§ 516, 518 BGB“ promovierte er 1919 an der Universität Breslau zum Dr. iur.
Anlässlich der Volksabstimmung im Regierungsbezirk Allenstein im Juli 1920 warb Kather für einen Verbleib des südlichen Ostpreußen beim Deutschen Reich, in seinem Heimatort Prossitten wurde keine einzige Stimme für Polen abgegeben. Nach einer kurzen Tätigkeit als Hilfsrichter in Bischofsburg war er ab 1921 als Rechtsanwalt, ab 1929 auch als Notar in Königsberg tätig. Von 1930 bis 1933 war Kather einziger Stadtverordneter der Zentrumspartei in Königsberg. Obwohl er 1933 wiedergewählt wurde, verzichtete er als NS-Gegner auf sein Mandat. In der NS-Zeit verteidigte er häufig katholische Geistliche vor dem Sondergericht in Königsberg. Zudem vertrat er Kriegsgefangene vor dem Gericht der Festungskommandantur Königsberg. Im Dezember 1941 und Januar 1942 war Kather für mehrere Wochen inhaftiert.
Er war Mitglied der katholischen Studentenverbindungen KAV Suevia Berlin, AV Tuisconia Königsberg und KDStV Winfridia (Breslau) Münster.

## Funktionen in Vertriebenenverbänden
Nach der Flucht aus Ostpreußen im Februar 1945 ließ er sich in Hamburg als Rechtsanwalt nieder. Kather gründete im Juni die Notgemeinschaft der Ostdeutschen und wurde deren Vorsitzender. Von 1949 bis 1958 war er Vorsitzender des Zentralverbands vertriebener Deutscher (ZvD) bzw. des Bundes vertriebener Deutscher (BVD). Am 5. August 1950 war er erster Unterzeichner der Charta der deutschen Heimatvertriebenen. Seiner Beharrlichkeit war das 1952 in Kraft getretene Lastenausgleichsgesetz zu verdanken.
Von 1950 bis 1958 war Kather Aufsichtsratsvorsitzender der Bank für Vertriebene und Geschädigte bzw. Lastenausgleichsbank. Seine Ernennung zum Präsidenten der Bank scheiterte 1952 an Widerständen aus den Reihen der Politik und der Vertriebenenverbände. Der BdV fusionierte 1957 mit dem Verband der Landsmannschaften (VdL) zum Bund der Vertriebenen (BdV) als neuer Dachorganisation aller Vertriebenenverbände. In der Übergangszeit von der Gründung bis Ende 1958 war Kather neben dem bisherigen VdL-Vorsitzenden Georg Baron Manteuffel-Szoege Ko-Präsident der Organisation. 
Dass er nie das von ihm erstrebte Ministeramt erhielt und ab 1959 nicht mehr in der Führung des BdV vertreten war, lag dem Historiker Matthias Stickler zufolge „vor allem an seinem egozentrischen, alles seinem persönlichen Ehrgeiz unterordnenden Charakter, der keine Götter neben sich duldete und zu kooperativem Handeln schlechterdings unfähig war“. Die Deutsche Zeitung charakterisierte Kather 1961 als „dickschädelige[n] ostpreußische[n] Jurist[en], leidenschaftlich und nachtragend in gleicher Weise“, der sich oft „allein auf weiter Flur“ befände.

## Partei
Von 1920 bis 1933 war Kather Mitglied der Deutschen Zentrumspartei. Er gehörte 1945 zu den Mitbegründern der CDU in Hamburg. Nach der Bürgerschaftswahl 1946 war er für den Fall einer CDU-Senatsbeteiligung, zu der es jedoch nicht kam, als Sozialsenator vorgesehen. Von 1950 bis 1953 war er Mitglied des CDU-Bundesvorstandes und zugleich Vorsitzender des „Landesverbandes Oder-Neiße“ der CDU. Er forderte immer wieder die stärkere Berücksichtigung Vertriebener bei der Vergabe politischer Ämter. Kather selbst strebte das Amt des Bundesministers für Angelegenheiten der Vertriebenen an, ihm wurden aber 1949 Hans Lukaschek und 1953 Theodor Oberländer vorgezogen.
Im Streit um die Vertriebenenpolitik wechselte Kather am 15. Juni 1954 zum Gesamtdeutschen Block/Bund der Heimatvertriebenen und Entrechteten (GB/BHE) über. Er warf Konrad Adenauer vor, die Heimatvertriebenen nur als „Stimmvieh“ zu missbrauchen. 1959 wurde er Landesvorsitzender des GB/BHE in Nordrhein-Westfalen. Als der GB/BHE 1961 mit der Deutschen Partei (DP) zur Gesamtdeutschen Partei (GDP) fusionierte – für Kather eine „unnatürliche Verbindung von Vertriebenen und Welfen“ – verließ er die Partei. 1969 kandidierte er als Parteiloser für die NPD vergeblich zur Bundestagswahl. Im selben Jahr legte er alle politischen Ämter nieder. Ab 1970 führte Kather die NPD-nahen Organisationen Aktion Deutschland und Aktion Widerstand, die sich gegen die neue Ostpolitik richteten.

## Abgeordneter
Kather gehörte von 1946 bis 1949 der Hamburgischen Bürgerschaft an. 1947/48 war er Mitglied des Zonenbeirates der britischen Besatzungszone. Seit der ersten Bundestagswahl 1949 bis 1957 war Kather Bundestagsabgeordneter und leitete ab 1949 bis zu seinem Austritt aus der CDU den Bundestagsausschuss für Heimatvertriebene. Vom 24. Juli 1954 bis zum 13. September 1955 war er stellvertretender Fraktionsvorsitzender des GB/BHE.

## Veröffentlichungen
- Ein Recht aller Deutschen. Wegweiser-Verlag, Frankfurt am Main 1959.
- Die Entmachtung der Vertriebenen. Zwei Bände (Bd. 1: Die entscheidenden Jahre. Bd. 2: Die Jahre des Verfalls.). Olzog, München u. a. 1964–1965.
- Halali in Ostpreußen. Erinnerungen an ein geraubtes Land. Langer, Esslingen 1977.
- Von Rechts wegen? Prozesse. Langer, Esslingen 1982.